# Scleria scandens
Scleria scandens är en halvgräsart som beskrevs av Earl Lemley Core. Scleria scandens ingår i släktet Scleria och familjen halvgräs. Inga underarter finns listade i Catalogue of Life.